# 崎田ミナ
崎田ミナ（さきた ミナ）は、日本のイラストレーター、漫画家。群馬県出身。武蔵野美術大学短期大学部グラフィックデザイン科卒業。神奈川県在住。

## 作品リスト

### 漫画
- 自律神経どこでもリセット! ずぼらヨガ （2017年1月、飛鳥新社）
- 職場で、家で、学校で、働くあなたの疲れをほぐす すごいストレッチ （2017年3月、エムディエヌコーポレーション）
- 自律神経どこでもリセット！ も〜っと　ずぼらヨガ （2018年7月、飛鳥新社）
- くう、ねる、うごく！ 体メンテ (2021年5月、マガジンハウス）
- 自分の手でときほぐす！ひとりほぐし(2021年11月、日経BP)